# ドロップゾンデ

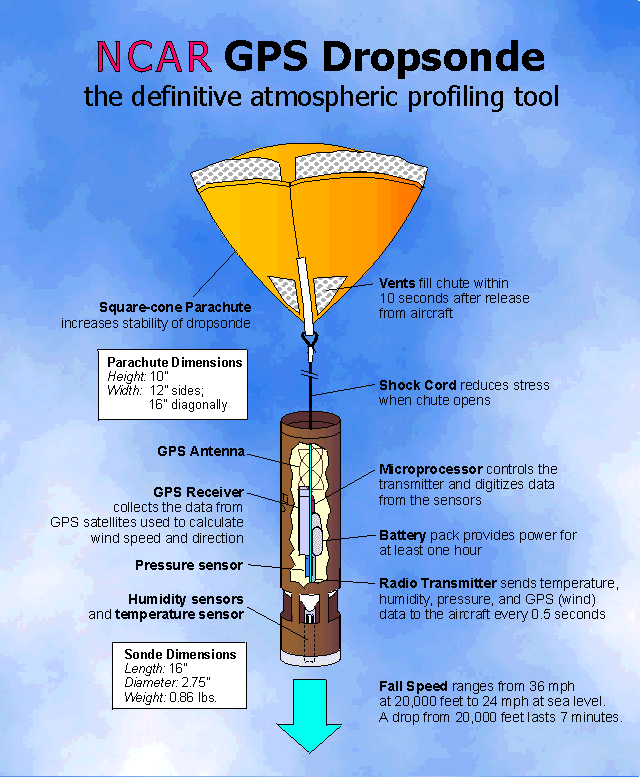
アメリカ大気研究センター(NCAR)のドロップゾンデの模式図。GPSで位置を検知し、57.9 - 38.6km/hの速度で落下する。

ドロップゾンデ（英語 dropsonde）とは、上空の対流圏の気象を観測するために、飛行機から投下する無線機付き測定器のこと。

## 概要
ラジオゾンデは地上から上空へと気球に観測器を運ばせるが、ドロップゾンデはその逆である。
ラジオゾンデは、地上の飛揚起点を選べる一方で、上空の観測地点は風に左右されるため細かく選べないのに対して、ドロップゾンデは上空の投下起点を選ぶことができる。これがドロップゾンデ最大の特徴である。
ドロップゾンデは普通、パラシュートを付けて投下され、一定間隔で観測を行えるようにしている。無線通信に使用される周波数帯は、ラジオゾンデとほぼ同じ帯域である。観測する気象要素も、気温、湿度、気圧、風向、風速などラジオゾンデと大きな差はない。
台風など気象観測以外にも大気中の微粒子などの観測にも利用されている。